# エレクトロニカ (ソビエト社会主義共和国連邦)
エレクトロニカ（ロシア語: Электроника）は、ソビエト連邦電子産業省に所属する工場で作られた電子製品群に使われたブランド名である。このブランドで作られた電子製品は多種に及び例えば電卓、コンピュータ、電子時計、携帯ゲーム機、ラジオ、テープ式のオーディオ機器などである。英語に翻訳する場合はElectronika, Elektronika, Electronicaなどと表記される。

## 概要
ソビエト連邦の技術者たちは基本的にソビエト連邦政府の命令で動いており、自分たちで自由に勤務先や仕事を選べたわけではなく、ソビエトは軍事重視であったので結果として主に軍産複合体のために働き、その結果、ソビエトの兵器技術はアメリカと肩を並べ、ロケット技術・宇宙開発などはアメリカよりむしろ先に行っていたほどだが、その代償として消費者向け製品の開発・製造のほうはすっかり後回しにされ、ソビエト連邦内では消費者向け製品が慢性的に著しく不足する結果を生んでいた。それでもその事態を解消するために、少しは消費者向け製品の開発・生産も行われたわけで、その消費者向けのエレクトロニクス製品群につけられたブランド名が「エレクトロニカ」である。
ソビエト連邦内では消費者向け製品に従事した技術者の数は相対的にかなり少なく、（社会主義というのは根本的に、資本主義社会と違って、消費者の欲望やニーズに主導権を与えるような社会制度ではなかったので）製品の製造に携わる人々も（ソ連の工場の責任者も、ソ連の技術者も）消費者のニーズや欲望を汲み取ってそれに応えることは下手で、消費者ニーズを直視して消費者ニーズから直に製品開発することや消費者の欲望に応える新ジャンルを自力で開拓することは苦手だった。そのため、そういうことが得意な西側諸国で開発された製品のクローン（コピー製品）や模倣製品を作った。

## 電卓

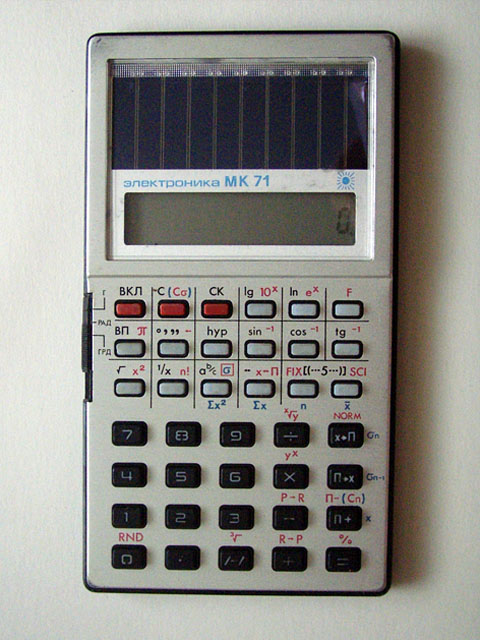
Electronika MK-71

エレクトロニカで最も有名なものは電卓である。1968年に製造が開始された。
エレクトロニカの電卓は多様な大きさと機能のものが製造された。大きな一般電卓（四則演算が可能な電卓）からより小型の学校向けに特化した独特の操作の機種まであった。学校向けの機種は、MK-SCH-2のように従来品より安全な42V ACアダプタを使用していた。
エレクトロニカの電卓は、次第に機能を拡張していった。
比較的新しい機種のINTEGRAL MK 95に至っては、プログラミング可能でグラフ電卓のような機能も搭載していた。80C86互換のCPUと128 KbytesのROM、128 KbytesのRAM、アセンブラ、240 х 128 画素の液晶画面を備えていた。だがこれの生産は継続的には行われなかった。
なお「エレクトロニカ」ブランドは、ノヴォシビルスクのRPNプログラマブル電卓 Electronika MK-152 (ru:Электроника МК-152)そしてElectronika MK-161 (ru:Электроника МК-161) で今でも使われている。

## コンピューター

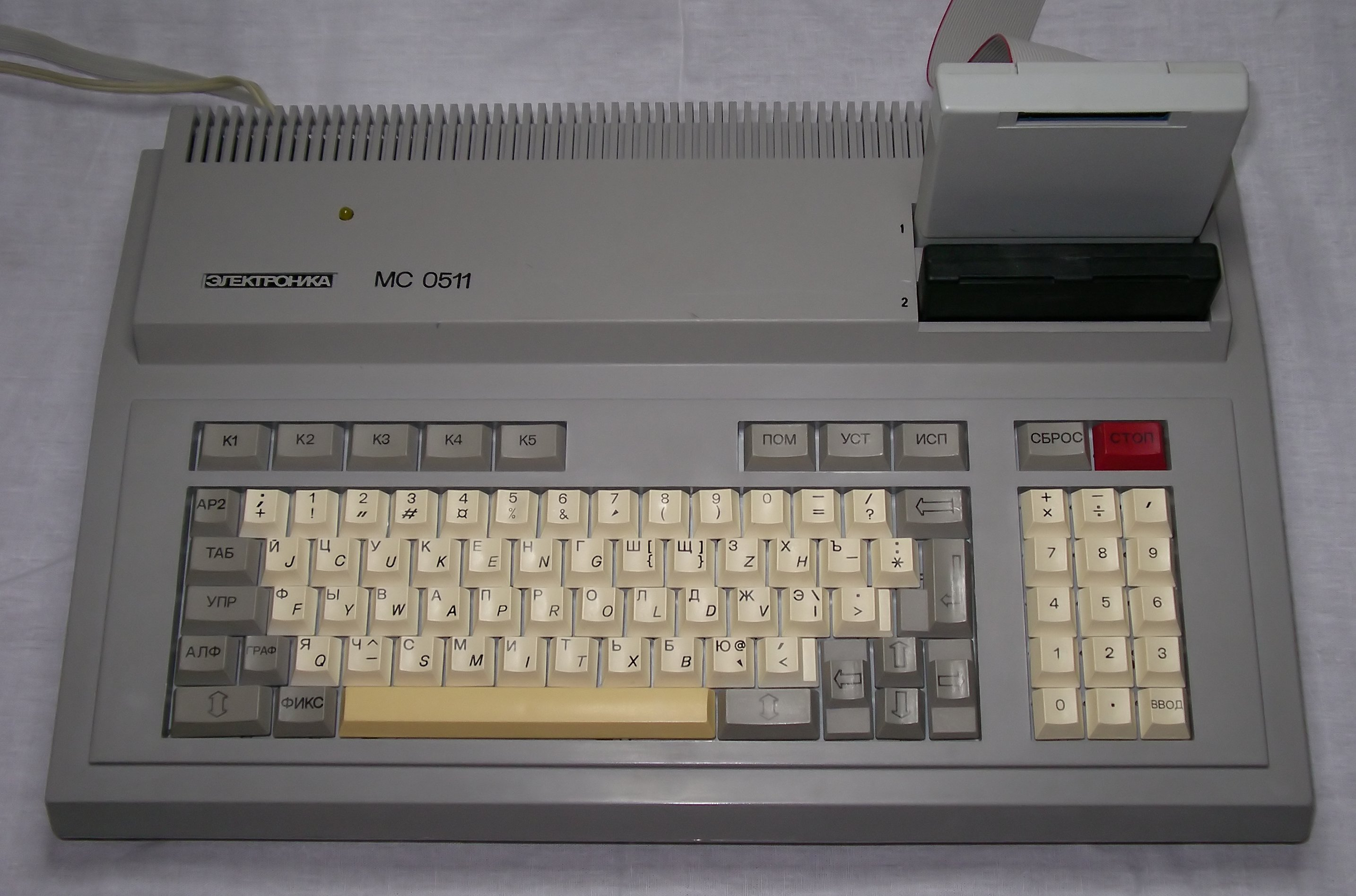
UKNC MS 0511 パーソナルコンピューター

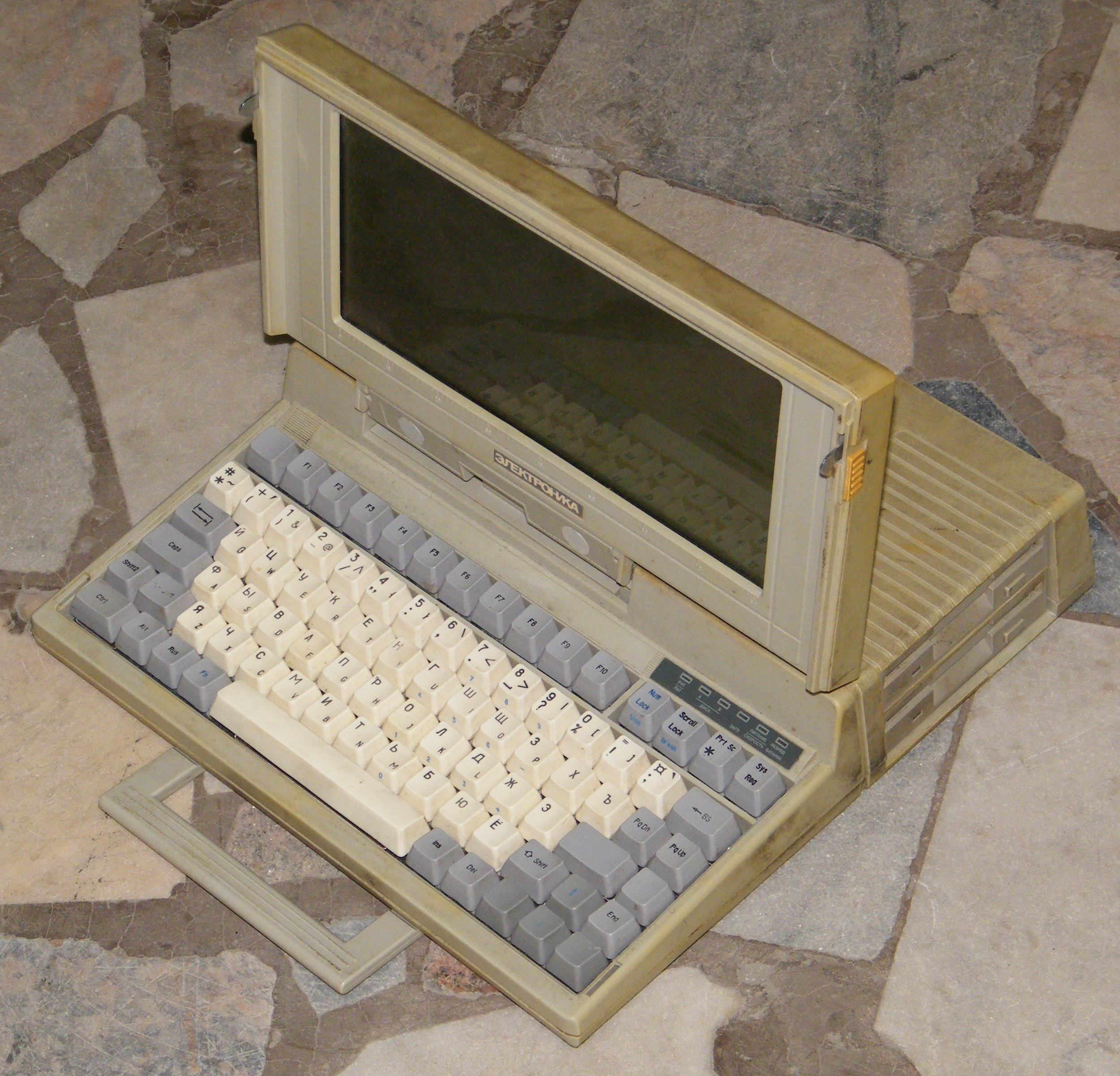
Electronika MS 1504 ラップトップコンピューター

以下のエレクトロニカのコンピューターはインテル互換のソビエト製のCPUを使っている。
- MS 1502, MS 1504 – IBM PC XT のクローン
- KR-series (01/02/03/04) – ロシア国内産の8bitコンピューターRK-86は大量生産された (ru:Радио 86РК)

以下のエレクトロニカのコンピューターは、PDP-11と互換性のあるソビエト製のCPUを使用した。
- Electronika 60
- UKNC
- DVK – SM EVMのクローン。科学技術と研究開発の需要を満たすために大量生産する必要があったため機能を縮小した。
- エレクトロニカBKシリーズ – DVKの機能を縮小した低価格版。10代のユーザーおよび家庭のユーザー向けのもの。

## 電子玩具
「エレクトロニカ」ブランドで製造された電子玩具も主に外国の玩具のクローン（コピー品）や模倣品である。
任天堂ゲーム&ウオッチのクローンとして知られているモデルとしては次のものがある。
- IM-02 Nu, Pogodi!（ロシア語版） (1984) – Nintendo EG-26 Egg
- IM-03 Mysteries of the Ocean (1989) – Nintendo OC-22 Octopus
- IM-04 Merry Cook (1989) – Nintendo FP-24 Chef
- MG-09 Space Bridge (1989) – Nintendo FR-27 Fire
- MG-13 Explorers of Space (1989)
- IM-18 Fowling (1989)
- IM-22 Merry Footballer (1989)
- MG-50 Amusing Arithmetics (1989)
- IM-23 Car Slalom (1991)
- IM-50 Space Flight (1992)

なお任天堂ゲーム&ウオッチのクローンの型式名は全てIM（元のロシア語ではИМ – ）で始まっているが、これはИгра Микропроцессорнаяつまり「マイクロプロセッサーを使ったゲーム」を意味するロシア語表現の頭字語である。
1992年以後のモデル
- I-01 Car Slalom
- I-02 Merry Cook
- I-03 Space Bridge
- I-04 Fisher Tom-Cat
- I-05 Naval Combat
- I-06 Just you wait!
- I-07 Frog boaster
- I-08 Fowling
- I-09 Explorers of Space
- I-10 Biathlon
- I-11 Circus
- I-12 Hockey
- I-13 Merry Footballer
- I-14 Night Thiefes
- I-15 Mysteries of the Ocean

- IM-29 ШахматныЙ Партнер（翻訳すると「チェス・パートナー」）。チェスの相手をしてくれるコンピュータ。1992年製造。

IM-29はサンクトペテルブルクのスヴェトラーナ工場で生産。当製品はアメリカのマテル社の「Computer Chess」に酷似したコピー製品である。元のマテル社製品と並べて比べると分かるが、製品の外形寸法もボタンの配置も画面の大きさもそっくりである。92年当時にはマテルのこの製品はすでに旧型機になっており、西側ではもっと性能の良い（賢い）チェスコンピューターは販売されていたので、ソ連はなぜもっと性能の良い製品を選んでコピーしなかったか不思議ではあるが、ソ連邦内で92年までに著作権関連の規制が厳しくなったのでその規制に抵触しないようにとの配慮で古い機種をコピー元に選んだか、あるいは技術的にコピーしやすいという理由で性能の低い古い製品をコピー元に選んだのかも知れない。
- IM-11 Lunokhod（英語版）は、おもちゃの戦車BIG TRAK（英語版）のクローンであり、プログラム可能でバッテリーで動作するもので、クローン元の製品はアメリカ合衆国のミルトン・ブラッドリー・カンパニー（英語版）が製造していたものである。

## テープレコーダー（オーディオ）

### オープンリール方式（Reel-to-reel）
- 100S (1970, 携帯型ステレオ)
- TA1-003 Stereo (1980)
- 004 Stereo
- MPK 007 S (1987)

### カセットテープ方式
- 203-S (1980, 携帯型ステレオ)
- 204-S (1984, ステレオデッキ)
- MH-205 stereo (1985, カーステレオプレイヤー)
- 206-stereo
- 211-S (1983, 携帯型ステレオ)
- 301 (1972, 携帯型)
- 302, 302-1, 302-2 (1974年から1990年代まで。携帯型)
- 305 (1984, 携帯型)
- 306 (1986, 携帯型ステレオ)
- 311-S (1977, 携帯型ステレオ)
- 321/322 (1978, 携帯型)
- 323/324 (1981, 携帯型)
- M-327 (1987, 携帯型)
- M-334S (1990, 携帯型ステレオ。取り外し可能なレコーダーM-332Sを搭載したコンポーネントシステム)
- М-402S (1990, ポケット型ステレオ)
- Elektronika-mini (199?, ポケット型ステレオ)